# جانوس ساندور
جانوس ساندور (بالمجرية: Sándor János)‏ هو سياسي مجري، ولد في 14 نوفمبر 1860 في تارغو موريش في رومانيا، وتوفي في 16 يوليو 1922 في بودابست في المجر.